# Curt Geyer

Curt Geyer (ca. 1920)

Curt Theodor Geyer (* 19. November 1891 in Leipzig; † 24. Juni 1967 in Lugano), auch Kurt Geyer, Pseudonym Max Klinger war ein deutsch-britischer sozialistischer Politiker, Journalist und Historiker.

## Leben
Der Sohn des sozialdemokratischen Politikers Friedrich Geyer absolvierte die Oberrealschule und wurde nach einem Studium der Geschichte und Nationalökonomie an der Universität Frankfurt 1914 zum Dr. phil. promoviert. Seit 1911 Mitglied der SPD, arbeitete er seit 1914 bei verschiedenen sozialdemokratischen Tageszeitungen, so als Redakteur bei der Fränkischen Tagespost in Nürnberg und dem Fränkischen Volksfreund in Würzburg. Wie sein Vater lehnte er die Burgfriedenspolitik der SPD-Führung ab und schloss sich 1917 der neu gegründeten USPD an. Im gleichen Jahr begann er als Redakteur bei der Leipziger Volkszeitung zu arbeiten und heiratete Anna Elbert, die ebenfalls Politik betrieb und als Journalistin und Herausgeberin eines Pressedienstes berufstätig war. Die Ehe wurde später geschieden.
Während der Novemberrevolution war Geyer Mitglied und ab Februar 1919 Vorsitzender des Leipziger Arbeiterrates, welchen er auf dem Reichsrätekongress in Berlin vertrat, zudem wurde er als deren jüngstes Mitglied in die Weimarer Nationalversammlung und 1920 in den Reichstag gewählt. Als Anhänger des linken Parteiflügels wurde er 1920 Chefredakteur der Hamburger Volkszeitung und nach Spaltung der USPD Mitglied des Vorstandes des linken Flügels, welcher sich Ende 1920 mit der VKPD zur KPD zusammenschloss, deren Vorstand er bis Mai 1921 ebenfalls angehörte. Im Frühjahr 1921 gehörte er im Rahmen der Auseinandersetzung um die Märzaktion zu den Anhängern der Vorsitzenden Paul Levi und Ernst Däumig und wurde daher im August 1921 aus der Partei ausgeschlossen. Geyer schloss sich nun der Kommunistischen Arbeitsgemeinschaft (KAG) an und schloss sich mit deren großer Mehrheit im Frühjahr 1922 der USPD an, mit wiederum der Mehrheit dieser ging er Ende 1922 in die SPD zurück.
In den Folgejahren war Geyer als Schriftsteller und Journalist tätig und gehörte von 1924 bis 1933 der Redaktion des SPD-Zentralorgans Vorwärts an. Zeitweise war er stellvertretender Chefredakteur. Um 1930 vertrat er auch beim Sozialdemokratischen Pressedienst zeitweise den Chefredakteur Erich Alfringhaus. Nach der Machtübernahme durch die NSDAP floh Geyer – der Mitglied des Parteivorstandes (Sopade) war – nach Prag, wo er der Redaktion des Organ der Sopade Neuer Vorwärts angehörte. Innerhalb der Exil-Sozialdemokratie gehörte Geyer zusammen mit dem Chefredakteur des Neuen Vorwärts, Friedrich Stampfer, zu den Gegnern einer Zusammenarbeit mit der KPD. 1937 siedelte er nach Frankreich über, wo er 1938 die Leitung des Neuen Vorwärts übernahm. 1941 floh er, nachdem er von Marseille aus die Flucht deutscher Emigranten mitorganisiert hatte, über Portugal nach Großbritannien. Er wurde – zusammen mit 5 anderen SPD-Mitgliedern – aus der Union deutscher sozialistischer Organisation in Großbritannien ausgeschlossen und Mitglied der Gruppe Fight for Freedom unter der Führung von Walter Loeb. Er stand in dieser Zeit dem Gedankengut von Vansittarts nahe und ging davon aus, dass es in Deutschland keinen nennenswerten Widerstand gegen den Nationalsozialismus mehr gäbe. Geyer, der während des Krieges auch als Berater des britischen Außenministeriums tätig war, nahm die britische Staatsbürgerschaft an und arbeitete ab 1945 als Korrespondent verschiedener westdeutscher Zeitungen in London. Geyer starb 1967 während eines Kuraufenthaltes im schweizerischen Lugano.

## Werke
- Curt Geyer, Walter Loeb u. a.: »Fight for Freedom!« Die Legende vom »anderen Deutschland«. hrsg. von Jan Gerber und Anja Worm. Ça ira, Freiburg i. Br. 2009
- Politische Parteien und öffentliche Meinung in Sachsen von der Märzrevolution bis zum Ausbruch des Maiaufstands 1848–1849. Leipziger Buchdruckerei, Leipzig 1914. (Dissertation Leipzig 1915)
- Sozialismus und Rätesystem. Die Richtlinien der Fraktion der U.S.P.D. auf dem zweiten Rätekongress für den Aufbau des Rätesystems. Leipziger Buchdruckerei, Leipzig 1919.
- mit Ernst Däumig: Für die 3. Internationale. Die USPD am Scheidewege. Verlag „Der Arbeiterrat“, Berlin 1920.
- Der Radikalismus in der deutschen Arbeiterbewegung. Ein soziologischer Versuch. Thüringer Verlagsanstalt, Jena 1923.
- Drei Verderber Deutschlands. Ein Beitrag zur Geschichte Deutschlands und der Reparationsfrage von 1920 bis 1924. J. H. W. Dietz Nachf., Berlin 1924.
- Führer und Masse in der Demokratie. Berlin 1926.
- mit Julius Moses: Gesetz zur Bekämpfung der Geschlechtskrankheiten [vom 18. Febr. 1927]. Berlin 1927.
- Revolution gegen Hitler. Die historische Aufgabe der deutschen Sozialdemokratie. Graphia, Karlsbad 1933.
- Volk in Ketten. Karlsbad 1934. (unter dem Pseudonym Max Klinger)
- Die Partei der Freiheit. Selbstverlag, Paris 1939.
- mit Walter Loeb: Gollancz in German wonderland. London 1942.
- Hitler’s new Order - Kaiser’s old order. Hutchinson, London 1942.
- Macht und Masse. Von Bismarck zu Hitler. Küster, Hannover 1948.